# Semaforo marittimo
Il semaforo marittimo è un'infrastruttura ubicata a terra che svolge le funzioni di segnalazioni e di comunicazioni per il traffico marittimo.

## Storia
Le infrastrutture semaforiche marittime iniziarono ad essere costruite nel corso dell'Ottocento dalla Marina in varie nazioni. Nel corso della seconda metà del Novecento è iniziata la graduale dismissione di varie infrastrutture semaforiche, visto il miglioramento delle tecnologie per le comunicazioni marittime che ha consentito il reperimento di informazioni utili alla navigazione marittima attraverso altre modalità.
In Italia gran parte dei semafori marittimi furono costruiti dalla Regia Marina tra la seconda metà dell'Ottocento e i primi anni del Novecento, per poi passare alla Marina Militare dopo la fine della seconda guerra mondiale.
Nel 1890 risultavano in attività i seguenti semafori marittimi nel territorio del Regno d'Italia.
- Alberoni (Torre dei Piloti), Venezia: 24,27 metri s.l.m.
- Asinara: 150 metri s.l.m.
- Bari: 39 metri s.l.m.
- Belvedere di Siracusa: 188 metri s.l.m.
- Brindisi: 27,30 metri s.l.m.
- Campo alle Serre, isola d'Elba: 600 metri s.l.m.
- Capo Carbonara: 42 metri s.l.m.
- Capo Caccia: 185 metri s.l.m.
- Capo d'Anzio: 20 metri s.l.m.
- Capo d'Armi: 117 metri s.l.m.
- Capo Ferro: 46 metri s.l.m.
- Capo Figari: 340 metri s.l.m.
- Capo Sant'Elia: 70 metri s.l.m.
- Capo Bellavista: 150 metri s.l.m.
- Capo Colonne: 145 metri s.l.m.
- Capo Gallo: 570 metri s.l.m.
- Capo Mele: 220 metri s.l.m.
- Capo Palinuro: 195 metri s.l.m.
- Capo Sperone, isola di Sant'Antioco: 238 metri s.l.m.
- Capo Noli: 276 metri s.l.m.
- Capo Spartivento (Calabria): 46,80 metri s.l.m., con osservatorio meteorologico
- Capo Spartivento (Sardegna): 207,69 metri s.l.m., con osservatorio meteorologico
- Capo San Vito, Taranto: 27 metri s.l.m.
- Capo Testa: 56 metri s.l.m.
- Capri: 239,40 metri s.l.m.
- Cozzo Spadaro: 51,40 metri s.l.m., con osservatorio meteorologico
- Favignana: 344,60 metri s.l.m.
- Forio d'Ischia: 227 metri s.l.m.
- Forte Spuria, stretto di Messina: 97,80 metri s.l.m.
- Gorgona: 255 metri s.l.m.
- Guardia Vecchia, isola della Maddalena: 152 metri s.l.m.
- Licata: 135 metri s.l.m.
- Massa Lubrense: 242 metri s.l.m.
- Monte Argentario: 106 metri s.l.m.
- Monte Arpagna, isola di Capraia: 410 metri s.l.m.
- Monte Cappuccini, Ancona: 99,60 metri s.l.m.
- Monte Circeo: 440 metri s.l.m.
- Monte Conero: 548 metri s.l.m., con osservatorio meteorologico
- Monte Grosso, isola d'Elba: 347 metri s.l.m.
- Monte Pellegrino, Palermo: 606 metri s.l.m.
- Monte Saraceno, Gargano: 180,60 metri s.l.m.
- Palmaria: 201,60 metri s.l.m., con osservatorio meteorologico
- Pantelleria: 245 metri s.l.m.
- Piombino: 52,25 metri s.l.m.
- Ponza: 279,75 metri s.l.m.
- Porto Corsini: 27 metri s.l.m., con osservatorio meteorologico
- Portofino: 578,60 metri s.l.m.
- Procida: 115 metri s.l.m., con osservatorio meteorologico
- Punta Falcone, stretto di Bonifacio: 112 metri s.l.m.
- Punta Palascìa, Otranto: 85 metri s.l.m., con osservatorio meteorologico
- Salina: 300 metri s.l.m.
- San Benigno, Genova: 93 metri s.l.m.
- San Teodoro, Sicilia: 14 metri s.l.m.
- Santa Maria di Leuca: 70,85 metri s.l.m.
- Stromboli: 80 metri s.l.m.
- Taormina: 236 metri s.l.m.
- Torre Chiaruccia, Santa Marinella: 18,28 metri s.l.m.
- Torre Mileto: 17,16 metri s.l.m., con osservatorio meteorologico
- Torre Orlando, Gaeta: 167 metri s.l.m.
- Tremiti: 79 metri s.l.m.
- Ventotene: 106 metri s.l.m.
- Vieste: 50,30 metri s.l.m.
- Ustica: 250 metri s.l.m.

## Caratteristiche
Rispetto al faro tradizionale, che generalmente ha solo la funzione di illuminazione notturna di un tratto costiero, i semafori marittimi svolgono numerose altre funzioni, con caratteristiche comuni indipendentemente dalla loro appartenenza nazionale:
- ubicazione in posizione rialzata rispetto al litorale per essere ben visibile ai natanti in transito nel corrispondente tratto marino;
- fabbricato principale dal quale viene svolta l'osservazione del corrispondente tratto costiero e marittimo;
- osservatorio meteorologico alla sommità del fabbricato principale per la registrazione e la trasmissione dei dati rilevati per l'assistenza alla navigazione;
- presenza di apparecchi di ricezione e di trasmissione di tipo radiofonico e telegrafico per consentire le comunicazioni con i natanti e con altre infrastrutture semaforiche;
- presenza di fanali per l'illuminazione notturna del luogo di ubicazione e del corrispondente tratto costiero;
- nel corso dei conflitti bellici le infrastrutture erano dotate di aerofono per l'identificazione di velivoli, oltre ad essere adibite a postazioni difensive con artiglieria antiaerea e antinavale;
- presenza di edifici secondari nell'area attorno al fabbricato principale, alcuni adibiti ad alloggi del personale ed altri adibiti a depositi.

## Segnalazioni marittime
Le segnalazioni marittime, basate sul codice internazionale dei segnali, sono distinte in 3 diverse tipologie.
- Segnalazioni con le bandiere. Attraverso l'uso di 18 bandiere del codice internazionale nautico combinate due a due, tre a tre o quattro a quattro, vi sono più di 78000 combinazioni, a ciascuna delle quali è attribuito uno specifico significato.
- Segnalazioni con segnali incolori, per segnali di lontananza, è usato in situazioni di calma di vento che impediscono lo spiegamento delle bandiere.
- Segnalazioni con apparato semaforico ad asta, costituito da un albero con tre ali dalle cui diverse inclinazioni vengono ricavate le combinazioni necessarie alle diverse tipologie di significato.